# Grönqvistska huset

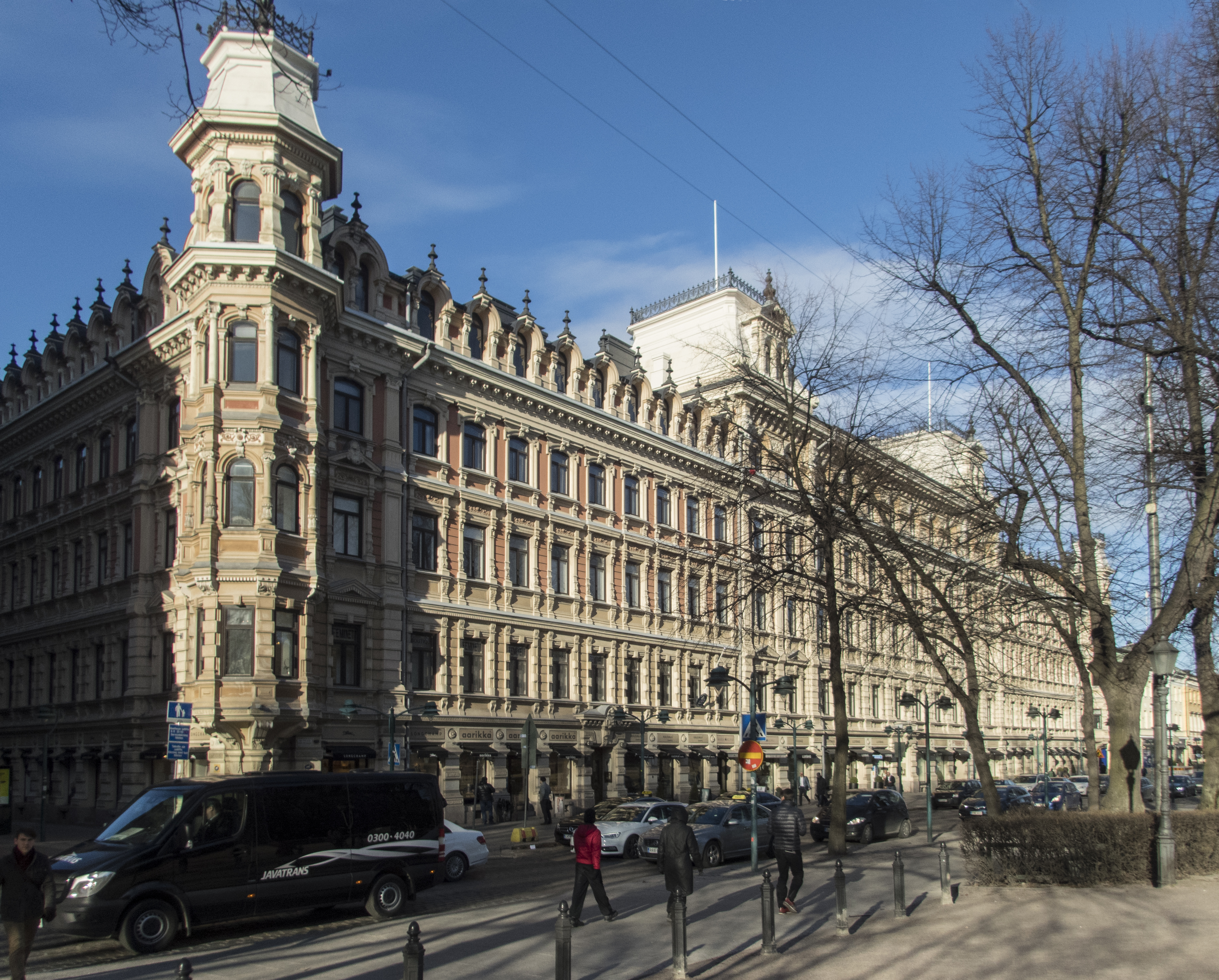
Grönqvistska huset i Helsingfors.

Grönqvistska huset är en berömd byggnad i centrala Helsingfors i stadsdelen Gloet vid Norra Esplanaden. Byggnaden har fått sitt namn efter dess byggherre, industrimannen Fredrik Wilhelm Grönqvist. I dag ägs byggnaden av Ömsesidiga Pensionsförsäkringsbolaget Ilmarinen. 
Grönqvistska huset byggdes mellan åren 1882 och 1883 i nyrenässansstil efter ritningar av den finländska arkitekten Theodor Höijer. Byggnadens fasads prydnader gjordes av skulptör Karl Magnus von Wright. När Grönqvistska huset stod färdigt 1883 var det Nordens största privatbostad. Byggnadskostnaderna var cirka 1,6 miljoner mark.
På 1930-talet började man bygga om byggnaden till kontorshus. År 1970 grundrenoverades byggnaden och 1997 dess fasad.